# دافيد فيوارسون
دافيد فيوارسون هو لاعب كرة قدم آيسلندي في مركز الوسط، ولد في 24 أبريل 1984 في ريكيافيك في آيسلندا. شارك مع منتخب آيسلندا تحت 17 سنة لكرة القدم ومنتخب آيسلندا تحت 21 سنة لكرة القدم ومنتخب آيسلندا لكرة القدم. أما مع النوادي، فقد لعب مع فيمليكافيلاغ هافنارفيارذار ولوكيرين أوست فلانديرين ونادي أوسترس ونادي فايله ونادي ليلستروم.

## وصلات خارجية
- دافيد فيوارسون على موقع قاعدة بيانات كرة القدم.إي يو (الإنجليزية)
- دافيد فيوارسون على موقع ناشيونال فوتبول تيمز (الإنجليزية)
- دافيد فيوارسون على موقع عالم كرة القدم.نت (الإنجليزية)